# 列奧納多冰川
列奧納多冰川是南極洲的冰川，位於葛拉漢地的丹科海岸，最終在薩德勒角和卡費角之間注入威爾米納灣，由比利時探險隊繪入地圖，在1960年以列奧納多·達·芬奇命名。
64°42′S 61°58′W / 64.700°S 61.967°W